# Bandera de Caldes de Montbui
La bandera oficial de Caldes de Montbui té la següent descripció:
Bandera apaïsada, de proporcions dos d'alt per tres de llarg, composta de dues parts verticals iguals, la primera, groga, amb la caldera negra de l'escut, d'alçària 3/8 de la del drap i amplària 1/4 de la llargària del mateix drap, al centre, i la segona, bicolor horitzontal blanca, amb una creu plena vermella de tronc i braços de gruix 1/18 de la llargària del drap, i groga, amb quatre pals vermells.
Va ser aprovada el 6 de juliol de 2017 i publicada al DOGC el 14 de juliol del mateix any amb el número 7412.